# Мюр и Мерилиз
«Мюр и Мерили́з» — торговый дом, существовавший в России с 1857 по 1918 год. Был основан в Санкт-Петербурге шотландцами Арчибальдом Мерилизом (1797—1877) и Эндрю Мюром (1817—1899). В 1918-м универсальный магазин «Мюр и Мерилиз» перешёл в ведение Мосторга, а мебельную фабрику переоборудовали под завод авиационной промышленности «Рассвет».

## Основание компании

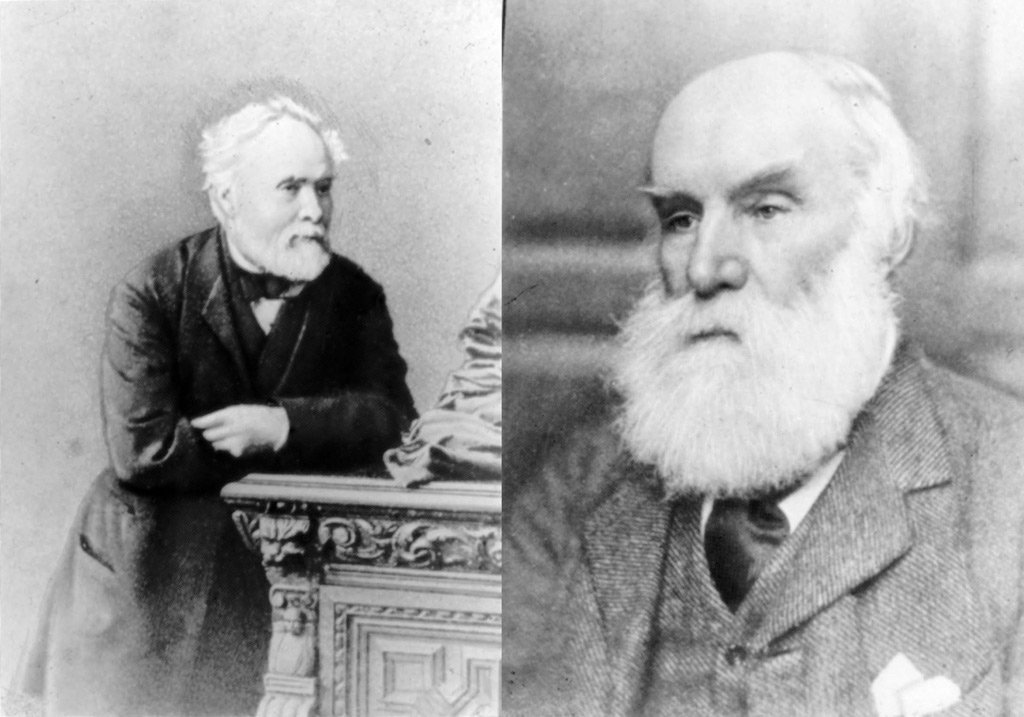
Эндрю Мюр и Арчибалд Мерилиз. Фотопортреты, конец XIX в.

В 1843 году в Санкт-Петербурге шотландский коммерсант Арчибальд Мерилиз (англ. Archibald Mirrielees) основал фирму, занимающуюся оптовой продажей галантереи.
В 1857 году к нему присоединился брат его жены Эндрю Мюр (англ. Andrew Muir), и в компании появилось направление по производству дамских шляпок и мебели. В том же году был зарегистрирован торговый знак «Мюръ и Мерилизъ», и спустя десять лет открылся филиал в Москве.
Первоначально коммерсанты открыли оптовый магазин галантереи и шляп на улице Кузнецкий Мост, а в 1882 году компания приобрела участок земли с постройками на углу Театральной площади и Петровки по соседству с Голофтеевским (бывшем Голицынским) пассажем.
В конце XIX века умер Мерилиз, и примерно в то же время у фирмы появился новый совладелец и управляющий — Филипп Уолтер (англ. Phillip Walter, 1845–1919).
Из-за падения курса рубля вследствие неурожая 1891 года, предприниматели решили заняться розничной торговлей вместо оптовой.

## Здание на Петровке

### Открытие
Разработку плана реконструкции каменного доходного дома на Театральной площади доверили архитектору Роману Клейну. В результате перестройки и возведения нового корпуса вместо старых дворовых строений получилось трёхэтажное здание, замкнутое по периметру, в одной части которого располагался большой зал со стеклянным куполом. Торговый дом «Мюр и Мерилиз» въехал во вновь построенные помещения в 1885 году.

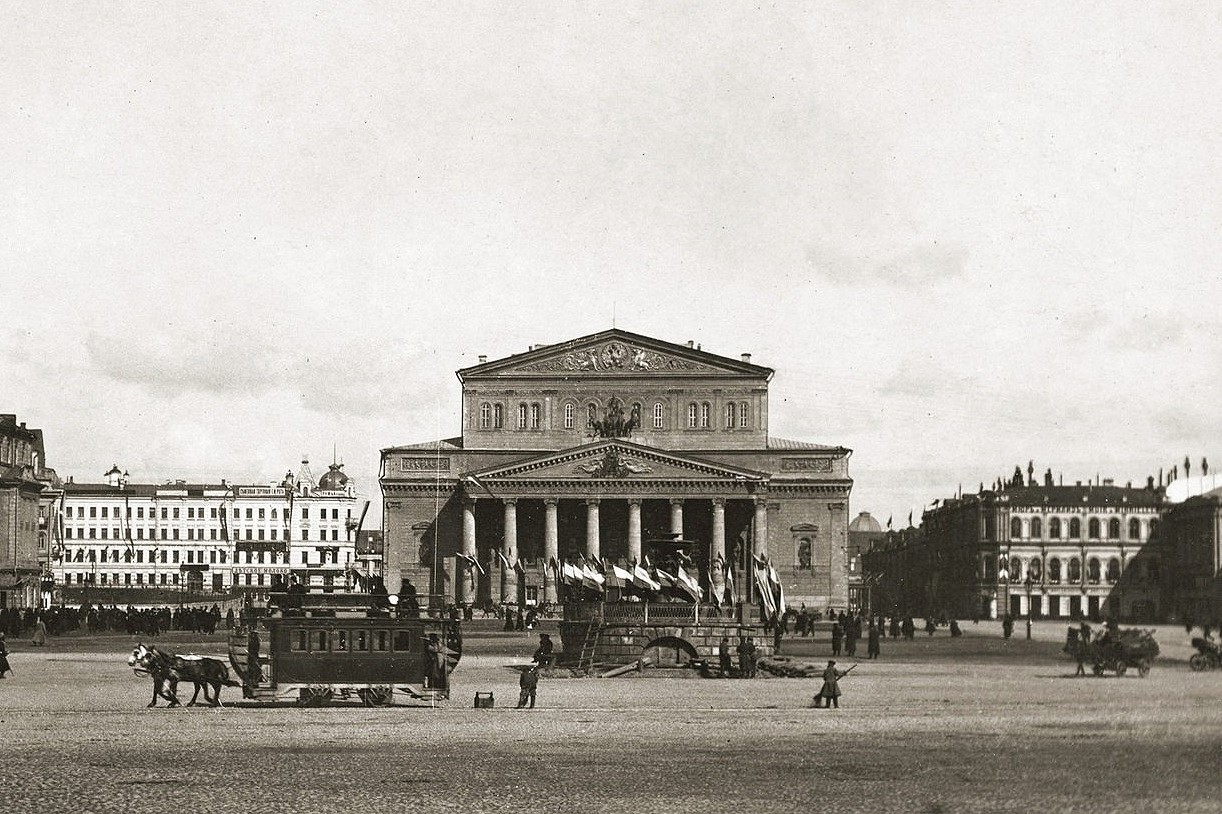
Театральная пл. Справа первоначальный магазин «Мюр и Мерилиз». Конец XIX в.

После перехода на розничную торговлю «Мюр и Мерилиз» значительно увеличил ассортимент товаров — к концу века в магазине было 44 отдела, а количество служащих достигло тысячи человек. Так в России появился первый универсальный магазин для среднего класса, в котором можно было купить практически всё, кроме продуктов. Кроме того, универмаг ежеквартально выпускал каталоги, которые рассылал вместе с образцами тканей всем желающим. При заказе свыше 25 рублей осуществлялась бесплатная доставка почтовыми отправлениями по территории европейской части России. Среди прочих новшеств были ценники на товарах, лишавшие продавцов возможности умышленно завышать цены, а покупателей — торговаться, примерочные комнаты, где московские модницы могли посмотреть, как будет выглядеть наряд при свете газовых светильников, и возможность вернуть непонравившийся товар.

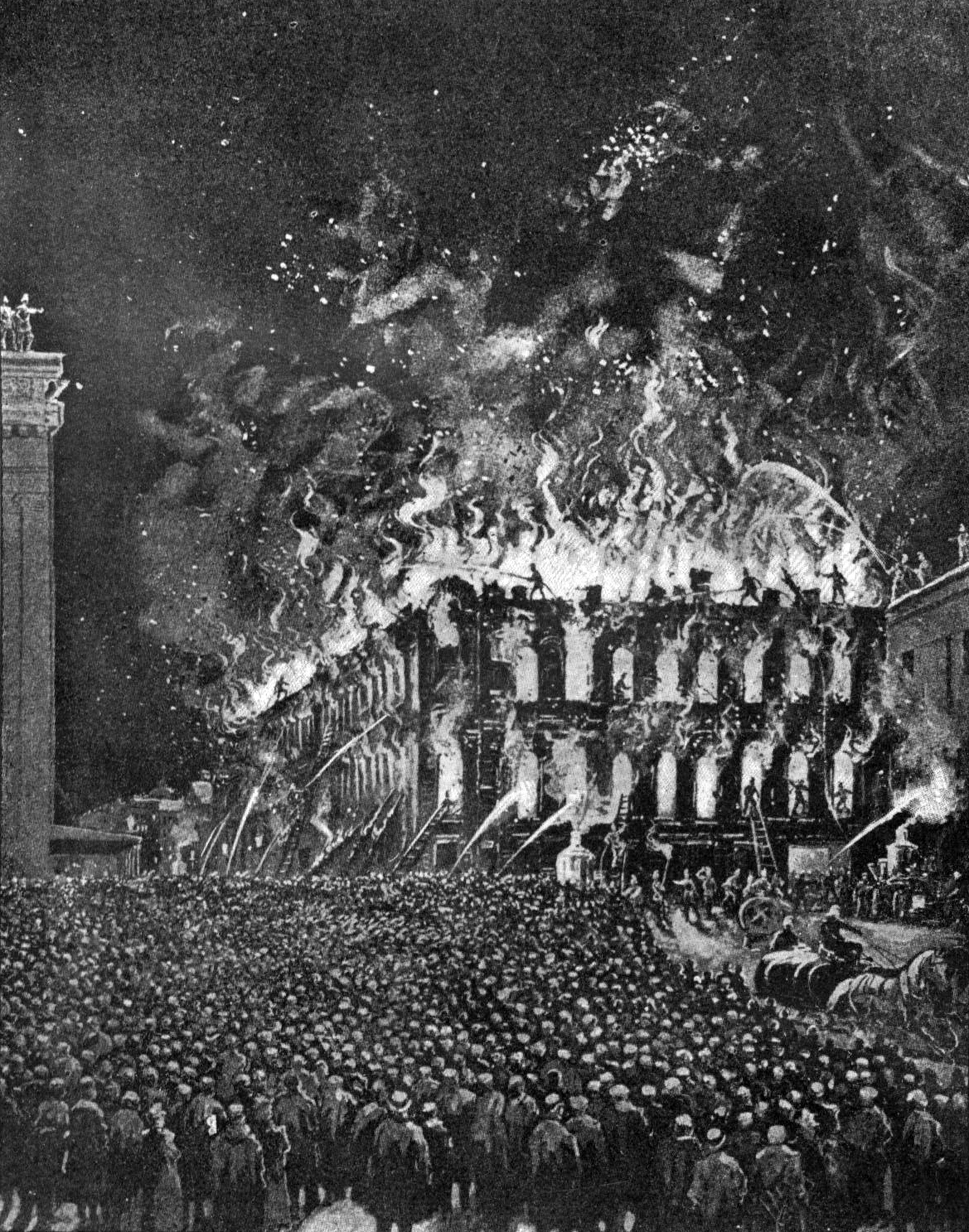
Пожар магазина «Мюр и Мерилиз». Рисунок 1900 г.

Милая Маша, поскорее скажи Мерилизу, чтобы он выслал мне наложенным платежом барашковую шапку, которая у него в осеннем каталоге называется бадейкой (№ 216), каракулевой чёрной; выбери мягкую, размер 59 сантиметров. 〈…〉 Если фуражки-американки (№ 213) теплы, то пусть Мерилиз пришлёт ещё и фуражку.
— писал Антон Павлович Чехов из Ялты
В декабре 1891 года здание загорелось впервые. Тогда в огне погибли двое пожарных и значительно пострадали товары. Однако благодаря компенсации от страховой компании и усилиям персонала по восстановлению повреждённых помещений, магазин снова открылся спустя всего шесть недель. 24 ноября 1900-го произошёл второй пожар, полностью уничтоживший здание на Театральной площади. Убытки компании составили полтора миллиона рублей.
Поэт Владислав Ходасевич вспоминал:

Пожар разгорался, начался ветер, и со стороны «Мюр и Мерилиза» несло теплом, дымом и гарью. Когда ветер усилился, то в небо взлетели какие-то ярко горящие полотнища, как алые знамёна, — это горели целые кипы материи, разворачиваясь от порывов ветра. Некоторые куски падали на землю поблизости от нас, и люди шарахались от них, а какие-то смельчаки бежали навстречу, надеясь, что авось не весь материал обгорел.

После пожара «Мюр и Мерилиз» сменил адрес, заняв три этажа в доходном доме Хомякова на улице Кузнецкий Мост.

### Новое здание
Спустя шесть лет после пожара владельцы компании приняли решение о строительстве нового магазина на месте сгоревшего. Проект разработал архитектор Роман Клейн. Семиэтажное здание в стиле английской готики с двумя подвальными этажами решили возводить из металлических конструкций и бетона. Подобная технология использовалась в Америке для строительства небоскрёбов, но в Москве это было первое здание, построенное таким образом. Проект внутренних конструкций и металлического каркаса нового торгового дома выполнил инженер Владимир Шухов. Такое решение позволило возводить более тонкие стены и увеличить размер окон, что обеспечило внутренний визуальный простор и обилие света.

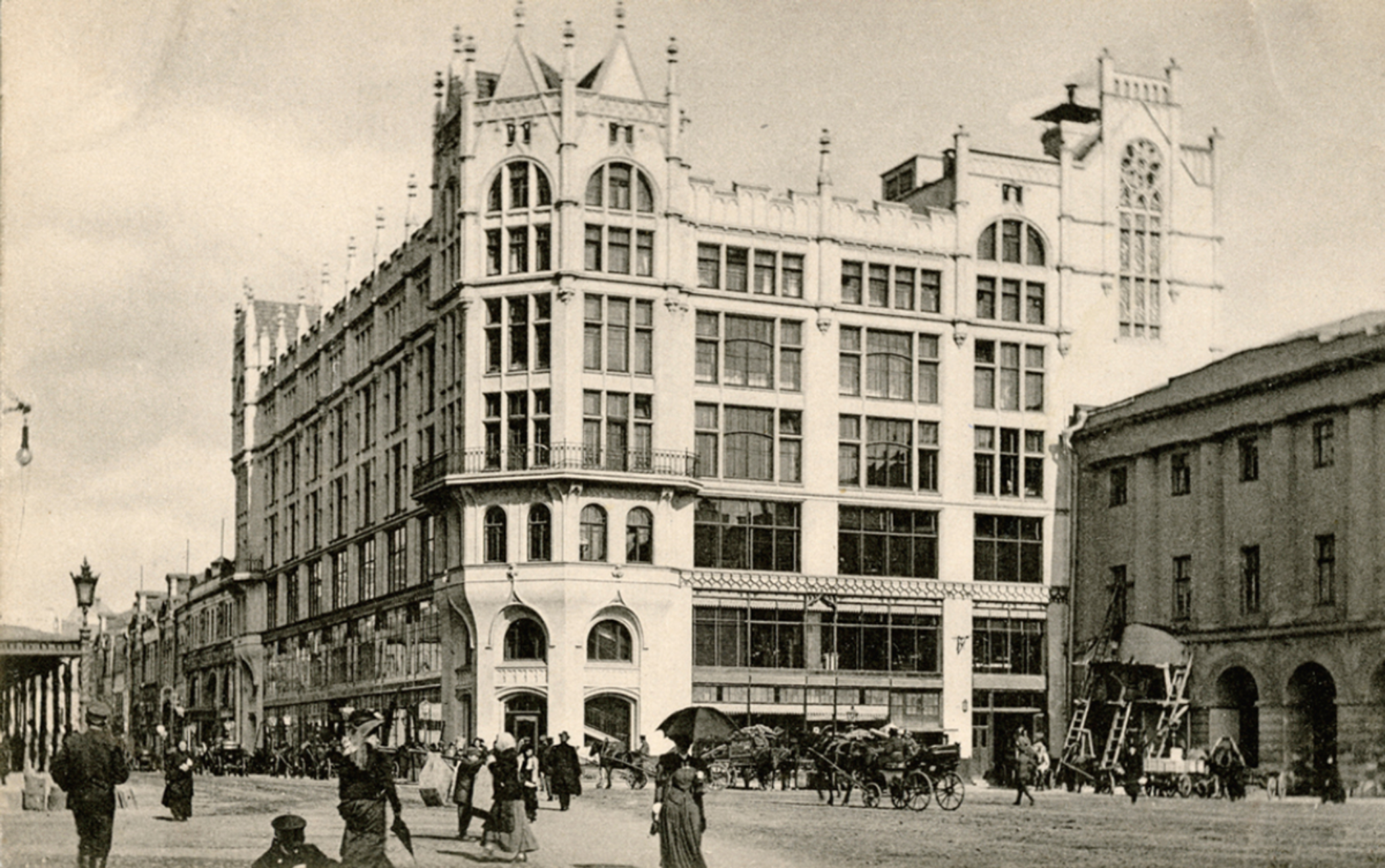
Театральная площадь, магазин «Мюр и Мерилиз».
~1908—1910 гг.

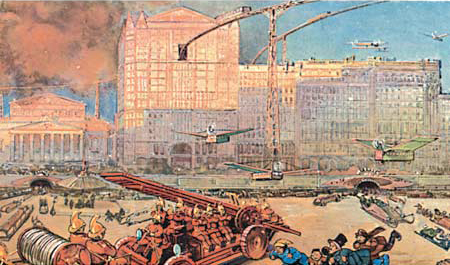
«Мюр и Мерилиз» на открытке 1914 года из цикла будущего — «Москва в XXIII веке»

В 1906 году началось строительство, а уже в августе 1908-го новый «Мюр и Мерилиз» открылся для покупателей. Необычными для сооружений того времени оказались зеркальные витрины первого этажа, облицованные мрамором фасады и гранитный цоколь. Кроме того, магазин был оснащён двумя лифтами и вращающимися дверьми. Однако после многочисленных жалоб посетителей, которые иногда оказывались зажатыми в дверях, конструкцию заменили. Для удобства покупателей в обновлённом «Мюр и Мерилиз» существовали стол справок, комната ожидания и ресторан, попасть в который можно было и через торговые залы, и по винтовой лестнице, расположенной в эркере на углу улицы Петровки и Театральной площади.
Перед революцией в универмаге было около 80 отделов и насчитывалось примерно 3000 служащих, а годовой доход компании составлял почти 90 000 рублей. После открытия нового магазина на Театральной площади компания продолжала арендовать помещения в доме Хомякова, где остались отделы с мебелью и коврами.

## Мебельная фабрика

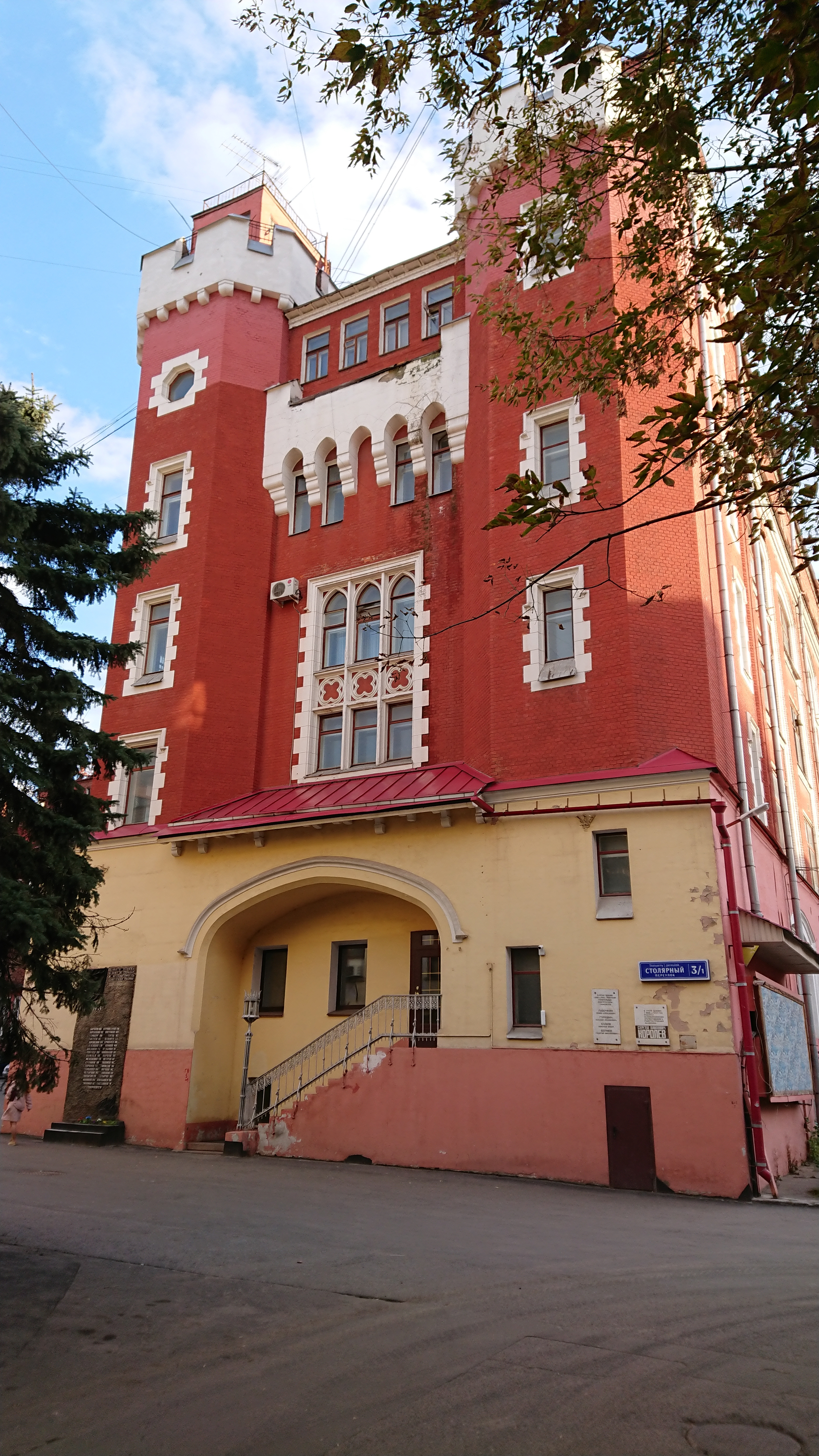
Бывшее здание мебельной фабрики «Мюр и Мерилиз» на Пресне (Столярный переулок, дом 3, корпус 1)

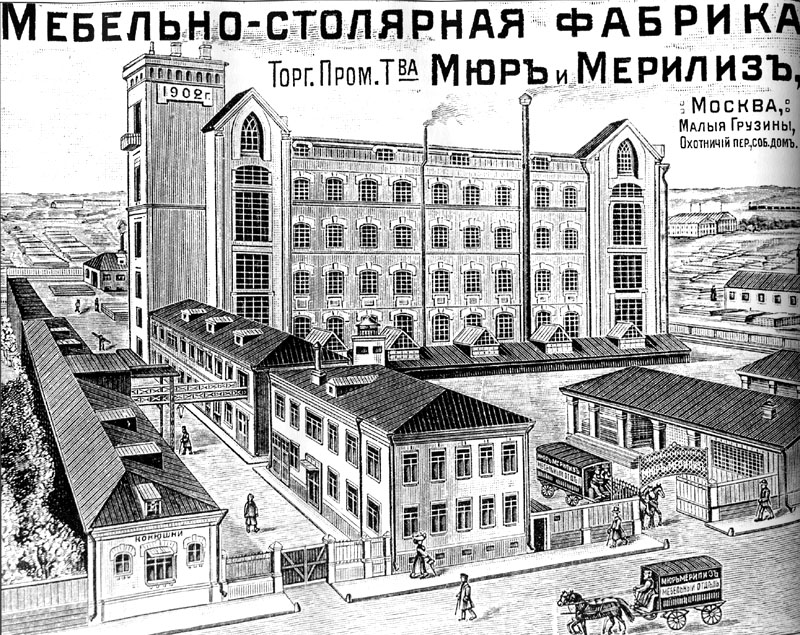
Фабрика «Мюр и Мерилиз» на Пресне. Реклама начала XX века. Главное здание сохранилось, на месте конюшен выстроен техникум

Кроме универмага компании принадлежала «Фабрика мебели и бронзы» на Малой Грузинской улице. Главный корпус в стиле английской готики был возведён в 1902 году по проекту Романа Клейна. Внешне здание напоминает шотландский замок с высокой башней и стрельчатыми окнами. Рядом находились одноэтажные постройки складов, конюшен и литейных мастерских. Мебель от «Мюра и Мерилиза» закупал императорский двор, эскизы моделей выполняли ведущие художники и архитекторы тех лет. Особенностью предприятия стала поставка законченных интерьеров собственной работы. Кроме мебели, фабрики производили наборный паркет, дизайнерские обои и переплёты книг. В 1922 году Охотничий переулок, на который выходил фабричный двор, был переименован в Столярный.

## Национализация
Компания «Мюр и Мерилиз» перешла в собственность государства в 1918 году. Совладелец торгового дома, почти 50 лет возглавлявший его, — Филипп Уолтер — был уволен и через год скончался.
Здание на Петровке занял Мосторг, а позже Центральный универсальный магазин (ЦУМ), открытый для посетителей 10 марта 1922 года.
Тем не менее москвичи продолжали использовать название «Мюр и Мерилиз» и после национализации. Например, в романе Михаила Булгакова «Собачье сердце», действие которого происходит в декабре 1924 года, упоминается старое название:
Кроме того, вот тебе восемь рублей и шестнадцать копеек на трамвай, съезди к Мюру, купи ему хороший ошейник с цепью.
Здание мебельной фабрики занял машиностроительный завод «Рассвет», занимавшийся гидроагрегатостроением для авиационной промышленности. Вскоре одноэтажные постройки из красного кирпича были разрушены, а на их месте построены новые железобетонные корпуса техникума и завода.